# بوب براون (لاعب هوكي جليد)
بوب براون هو لاعب هوكي جليد كندي، ولد في 18 ديسمبر 1950 في تورونتو في كندا.

## وصلات خارجية
- بوب براون على موقع EliteProspects.com (الإنجليزية)
- بوب براون على موقع HockeyDB.com (الإنجليزية)
- بوب براون على موقع Hockey-Reference.com (الإنجليزية)